# Gegenbauerpolynom
Inom matematiken är Gegenbauerpolynomen eller ultrasfäriska polynomen C(α)n(x) en serie ortogonala polynom. De generaliserar Legendrepolynomen och Tjebysjovpolynomen, och är specialfall av Jacobipolynomen. De är uppkallade efter Leopold Gegenbauer.

## Karakteriseringar
Det finns ett flertal karakteriseringar av Gegenbauerpolynomen.
- De kan definieras med hjälp av deras genererande funktion som

{\displaystyle {\frac {1}{(1-2xt+t^{2})^{\alpha }}}=\sum _{n=0}^{\infty }C_{n}^{(\alpha )}(x)t^{n}.}
- Gegenbauerpolynomen satisfierar differensekvationen

{\displaystyle {\begin{aligned}C_{0}^{\alpha }(x)&=1\\C_{1}^{\alpha }(x)&=2\alpha x\\C_{n}^{\alpha }(x)&={\frac {1}{n}}[2x(n+\alpha -1)C_{n-1}^{\alpha }(x)-(n+2\alpha -2)C_{n-2}^{\alpha }(x)].\end{aligned}}}
- Gegenbauerpolynomen är lösningar till Gegenbauers differentialekvation

{\displaystyle (1-x^{2})y''-(2\alpha +1)xy'+n(n+2\alpha )y=0.\,}
Då α = 1/2 reducerar sig ekvationen till Legendres ekvation, och Gegenbauerpolynomen reducerar sig till Legendrepolynomen.
- Gegenbauerpolynomen är ett specialfall av hypergeometriska funktionen:

{\displaystyle C_{n}^{(\alpha )}(z)={\frac {(2\alpha )_{n}}{n!}}\,_{2}F_{1}\left(-n,2\alpha +n;\alpha +{\frac {1}{2}};{\frac {1-z}{2}}\right).}
Utskrivet lyder formeln
{\displaystyle C_{n}^{(\alpha )}(z)=\sum _{k=0}^{\lfloor n/2\rfloor }(-1)^{k}{\frac {\Gamma (n-k+\alpha )}{\Gamma (\alpha )k!(n-2k)!}}(2z)^{n-2k}.}
- De är ett specialfall av Jacobipolynomen:

{\displaystyle C_{n}^{(\alpha )}(x)={\frac {(2\alpha )_{n}}{(\alpha +{\frac {1}{2}})_{n}}}P_{n}^{(\alpha -1/2,\alpha -1/2)}(x).}
där {\displaystyle (\theta )_{n}}  är Pochhammersymbolen.
Av det följer Rodrigues formel:
{\displaystyle C_{n}^{(\alpha )}(x)={\frac {(-2)^{n}}{n!}}{\frac {\Gamma (n+\alpha )\Gamma (n+2\alpha )}{\Gamma (\alpha )\Gamma (2n+2\alpha )}}(1-x^{2})^{-\alpha +1/2}{\frac {d^{n}}{dx^{n}}}\left[(1-x^{2})^{n+\alpha -1/2}\right].}

## Egenskaper
Askey–Gaspers olikhet för Gegenbauerpolynomen är
{\displaystyle \sum _{j=0}^{n}{\frac {C_{j}^{\alpha }(x)}{2\alpha +j-1 \choose j}}\geq 0\qquad (x\geq -1,\,\alpha \geq 1/4).}